# Giovane e innocente
Giovane e innocente (Young and Innocent) è un film del 1937 diretto da Alfred Hitchcock.

## Trama
Notte tempestosa. Una casa sulla scogliera. Un uomo e una donna litigano. Scambio reciproco di accuse. La donna schiaffeggia l'uomo. I lampi del temporale rischiarano ad intermittenza i primi piani dei loro volti. L'uomo ha uno strano tic nervoso, un irregolare battito delle palpebre.
Mattino luminoso e sereno. Le onde del mare lambiscono la sabbia dell'insenatura sotto la scogliera, ma sulla battigia giace riverso un corpo di donna. Un giovane sceneggiatore, Robert Tisdall, camminando sul sentiero sovrastante la baia, dall'alto vede il corpo, si avvicina, e con stupore nei tratti della donna riconosce una attrice, Christine Clay, che aveva conosciuto tre anni prima in America e alla quale aveva venduto un soggetto cinematografico. Robert si allontana correndo per cercare aiuto, ma due ragazze, giunte anch'esse sulla spiaggia, vedendolo correre via, credono che sia l'assassino e che stia scappando e chiamano la polizia.
Durante l'interrogatorio in commissariato, su Robert si addensano gli indizi di colpevolezza. C'è la testimonianza contro di lui delle due ragazze; Christine è stata strangolata con la cintura di un impermeabile e lui non può mostrare il suo perché gli è stato rubato in un locale chiamato "Il cappello di Tom"; se ciò non bastasse si scopre che Christine gli ha lasciato 1200 sterline: come spiegarlo? Ormai in trappola, Robert non si rassegna e tenta la fuga. Ruba gli occhiali all'avvocato d'ufficio e così camuffato si mescola alla folla che in tribunale assiste ad un'udienza di separazione e fugge.
Si nasconde poi nell'auto della giovane figlia del capo della Polizia, Erika Burgoyne. Quando la ragazza resta senza benzina e c'è da spingere la macchina al vicino distributore, si fa riconoscere. Lei, che l'aveva incontrato in commissariato poco prima (ha soccorso in quell'occasione il giovane Tisdall, svenuto nel corso dell'interrogatorio), è combattuta fra il dovere di liberarsi di lui e di denunciarlo e una istintiva simpatia che le ispira. Robert si dichiara innocente e le confida il piano che ha in mente per scagionarsi dall'accusa del delitto: raggiungere il locale "Il cappello di Tom" e tentare di trovare il ladro dell'impermeabile. È ancora giorno e non è prudente viaggiare. Robert attenderà l'imbrunire nascosto in un mulino abbandonato. Erika ritorna a casa con la propria auto. Da una finestra del mulino, lui la vede incrociare i poliziotti che si fermano e scambiano alcune battute e poi proseguono per la strada maestra: sorride sollevato, lei non lo ha tradito.
È l'ora del pranzo. A tavola il padre e i fratelli di Erika discutono della fuga dell'omicida e si dicono certi della sua imminente cattura, perché senza soldi e senza cibo un uomo non dura a lungo nella latitanza. Erika si preoccupa per la sorte di Robert. Ritorna al mulino e gli porta soldi e cibo. Sopraggiungono anche i due poliziotti inseguitori che hanno osservato che un pezzo di carta, quello in cui era avvolto il pane portato da Erika, è stato lanciato dalla finestra del mulino.
I giovani scappano. Riescono ad arrivare al bar per camionisti "Il cappello di Tom". Erika entra nel locale a chiedere dell'impermeabile smarrito e pur provocando una rissa, ottiene delle preziose notizie: il vecchio barbone Will, ex restauratore, è stato visto in giro con un impermeabile nuovo. Ora è lui che bisogna trovare.
Erika decide di accompagnare Robert con la sua auto ma deve trovare una giustificazione per la propria assenza da casa: dirà al padre di essere andata a trovare una zia che abita da quelle parti. La sosta a casa della zia è una sequenza spassosa e piena di suspense: i due giovani hanno fretta ma il breve saluto con cui Erika sperava di cavarsela si trasforma in una sosta interminabile e imbarazzante. Si sta festeggiando il compleanno della cuginetta Felicity ed Erika è coinvolta nei giochi, deve distribuire i gelati, è tormentata dalle domande della zia, curiosa e insospettita, sul giovanotto che l'accompagna. Grazie al gioco della mosca cieca durante il quale provvidenzialmente la zia è bendata, i due fuggono ma il padre di Erika è raggiunto da una telefonata allarmata della sorella.
Una pattuglia è allertata e mandata a cercare i due giovani i quali tentano di raggiungere il dormitorio dove Old Will è solito trascorrere la notte. Erika attende in auto e Robert con un po' d'astuzia riesce ad individuare Will, il quale prima nega di possedere l'impermeabile ma, quando Robert glielo scopre sotto il cappotto, racconta che gli è stato dato da un tipo con uno strano tic agli occhi. Si unisce ai due giovani nelle ricerche. Con la polizia alle calcagna, si rifugiano nella miniera abbandonata e lì Erika rischia di essere inghiottita da una frana; precipita l'auto ma le mani di Robert la trattengono miracolosamente, salvandola.
Erika però nel recuperare il suo inseparabile cagnolino è bloccata dai poliziotti e riportata a casa. Non ottenendo la sua collaborazione per la cattura di Robert, il padre le annuncia che è costretto a dimettersi dal suo incarico. Erika è disperata, divisa fra l'amore filiale e il desiderio di proteggere Robert. Lui la raggiunge di nascosto e le annuncia di aver deciso di costituirsi. Tuttavia parlando dell'impermeabile emerge un dettaglio: nella tasca è stata trovata una scatola di fiammiferi del Grand Hotel. Probabilmente l'omicida alloggia ancora là.
Robert, Erika e Will, rivestito elegantemente di un completo nuovo, si recano al Grand Hotel. È in corso una festa danzante. Fra i musicisti, il batterista nero sbatte le palpebre. Arrivano i poliziotti per Erika e Robert. Il batterista, che in realtà è l'assassino, perseguitato dal senso di colpa, crede siano venuti per lui. Sbaglia il ritmo, si sente male. Erika lo soccorre, nota il tic, chiama Will che riconosce in lui l'uomo dell'impermeabile. La pelle è semplicemente dipinta e la tinta si sta sciogliendo. Robert è finalmente scagionato e il capo della polizia può accontentare Erika ed invitarlo a cena.

## Produzione
Hitchcock aveva letto un romanzo poliziesco È caduta una stella (A Shilling for Candles: The Story of a Crime) di Josephine Tey, pubblicato nel 1936, che non gli era piaciuto ma che gli fornì l'idea per il film. Con Charles Bennet rielaborò il soggetto trasformandolo completamente.
Nella primavera del 1937 la sceneggiatura era pronta con i dialoghi di Charles Bennet, Edwin Grenwood, Antony Armstrong e Gerald Savory.

### Riprese
Il film venne prodotto dalla Gaumont British Picture Corporation. Dalla fine di marzo si iniziò a girare in studi nuovi, quelli di Pinewood, più grandi e moderni di quelli usati fino ad allora a Lime Grove: ciò consentì ad Hitchcock di effettuare riprese spettacolari prima impossibili (come ad esempio quella nella miniera e quella nella sala da ballo).
"Memorabile" il lungo carrello dall'alto, girato da una gru, sul salone d'albergo in cui ha luogo l'epilogo del film, e che, come racconta lo stesso regista nel celebre libro-intervista di François Truffaut richiese, da solo, due giorni di lavorazione.
In questa scena, mentre il protagonista e i suoi amici sono alla disperata ricerca dell'uomo con un tic agli occhi, da cui Will ha ricevuto l'impermeabile, la macchina da presa, dopo aver sorvolato il mare di gente che sta ballando e festeggiando nel salone, va a posarsi, prima sul volto, colorato di nero, poi, in dettaglio, sugli occhi del batterista, rivelandone il vizio. Nel libro citato, Hitchcock racconta di aver utilizzato questa scena per illustrare il meccanismo fondamentale della suspense: lo spettatore viene messo a conoscenza di qualcosa che al protagonista, in cui egli si immedesima, è ignoto.

### Cast
Nova Pilbeam, che aveva interpretato la figlia-ragazzina in L'uomo che sapeva troppo (1934), qui interpreta Erika; Derrick De Marney è nel ruolo di Robert Tisdall; Percy Marmont, che in Ricco e strano aveva interpretato il personaggio di Gordon e in Amore e mistero (1936) il personaggio di Caypor, interpreta il colonnello Burgoyne; John Longden, già nei film Ricatto (1929), Parla Elstree (1930), Giunone e il pavone (1930) e Fiamma d'amore (1931) e più tardi in La taverna della Giamaica (1939) qui è nel ruolo dell'ispettore Kent; Mary Clare, che sarà la baronessa Isabel Nisatone ne La signora scompare (1938), interpreta la zia di Erica; George Curzon, già Gibson nel film L'uomo che sapeva troppo (1934) e successivamente in La taverna della Giamaica un amico di sir Humphrey, interpreta l'assassino Guy; Basil Radford, che sarà Charters ne La signora scompare e un amico di sir Humphrey in La taverna della Giamaica, è lo zio di Erica; Edward Rigby è nella parte del simpatico barbone Old Will.

### Cameo
Il regista si riserva l'usuale cameo nei panni di un tipo con una minuscola macchina fotografica, tra la folla ammucchiata all'uscita del tribunale, mentre si stanno organizzando le ricerche del protagonista, appena fuggito.

## Distribuzione
Il film fu presentato in prima a Londra nel novembre del 1937 e, nel febbraio del 1938, uscì in prima a New York.

### Doppiaggio italiano
Non distribuito a suo tempo nei cinema italiani al pari di molte opere inglesi di Hitchcock, il film fu doppiato per la prima volta nel 1978 per la messa in onda televisiva. Come riportavano i titoli di coda Rai originali, i dialoghi italiani sono di Giorgio Piazza (che nello stesso periodo adattò anche Sabotaggio) e la direzione del doppiaggio è di Massimo Turci.

## Accoglienza
"Young and Innocent è forse il capolavoro di questa fase dell'opera del regista: vibra di trovate, di ironia, di colpi di scena; non è mai gratuito (come è stato più volte dimostrato per il travelling che lo ha reso famoso) e soprattutto non è mai seriale nel girotondo esaltante che fa vivere l'azione da un impermeabile allo stesso impermeabile."

## Tematiche
Quello dell'innocente ingiustamente accusato è un tema ricorrente nella filmografia di Alfred Hitchcock, soprattutto nel periodo inglese dell'autore. Si ritrova in Il club dei 39 (1935) e ancor prima in Omicidio! (1930), ma ritornerà anche in Sabotatori (1942), Il ladro (1956) e Intrigo internazionale (1959).